# Asimina obovata
Asimina obovata là loài thực vật có hoa thuộc họ Na. Loài này được Carl Ludwig Willdenow mô tả khoa học đầu tiên năm 1799 dưới danh pháp Annona obovata. Năm 1896 George Valentine Nash chuyển nó sang chi Asimina.